# Baboo Nimal
Baboo Nimal   (Khadki, 15 de març de 1908 - 21 de febrer de 1998) fou un jugador d'hoquei sobre herba indi que va competir durant la dècada de 1930.
El 1936 va prendre part en els Jocs Olímpics d'Estiu de Berlín, on guanyà la medalla d'or en la competició d'hoquei sobre herba.